# Isla Eolia
La isla Eolia (griego antiguo Αἰολίη νῆσος) es una isla mítica, mencionada en el Canto X en la Odisea, después de ir a la isla de los lotófagos, llegarían a parar Odiseo con sus compañeros a la isla eolia. Homero la describe como una isla flotante, donde habita Eolo el hijo de Hípotes. Ya en la antigüedad se la relacionaba con una de las Islas Eolias, y más concretamente con la mayor de ellas, Lípari, aunque tratándose de una isla flotante necesariamente carecía de ubicación fija, representándose con Pantelleria. En el episodio relatado en la Odisea, Eolo le otorga poder sobre los vientos, en un pellejo de un buey los encierra y ata el saco al mástil de la nave de Odiseo con un hilo de plata. Con el Céfiro que les envía Eolo, Odiseo y sus hombres navegan durante nueve días, y al décimo día, una vez avistada la tierra, sus hombres con envidia hacia Odiseo desatan el saco de vientos, creyendo que era oro, haciendo que todas las embarcaciones regresen a la isla de Eolo. Odiseo no logra otra nueva ayuda del rey y con funesto numen es expulsado de Eolia. 
La identificación de la isla se comprende así: En la Edad de bronce era frecuente calificar como "muro broncíneo" a la roca escarpada que el sol ilumina, como ciertas islas, y en la Odisea esta isla se encontraba a siete días de Telépilo de Lamos, luego podría ser Pantelaria si desplegaron velas y así navegaron. Una "isla flotante" que se desplaza diariamente da pie a sospechar que, durante diez días de vuelta, Pantelaria-Eolia se alejaba lo mismo, pudiendo haberse retirado a lo más hondo del mediterráneo.